# Lasioglossum semicaeruleum
Lasioglossum semicaeruleum là một loài Hymenoptera trong họ Halictidae. Loài này được Cockerell mô tả khoa học năm 1895.